# José Guadalupe Martín Rábago
José Guadalupe Martín Rábago (ur. 12 października 1935 w San Miguel El Alto) – meksykański duchowny rzymskokatolicki, w latach 1995–2006 biskup i 2006-2012 arcybiskup León.

## Życiorys
Święcenia kapłańskie przyjął 22 lipca 1962. 15 kwietnia 1992 został prekonizowany biskupem pomocniczym Guadalajary ze stolicą tytularną Tuscamia. Sakrę biskupią otrzymał 5 czerwca 1992. 23 sierpnia 1995 został mianowany biskupem León, ingres odbył się 18 października. 25 listopada 2006 został podniesiony do godności arcybiskupa. 22 grudnia 2012 przeszedł na emeryturę. 25 czerwca 2015 został mianowany administratorem apostolskim Autlán, pozostał nim do 21 stycznia 2016.